# Evangelische Kirche (Nieder-Stoll)

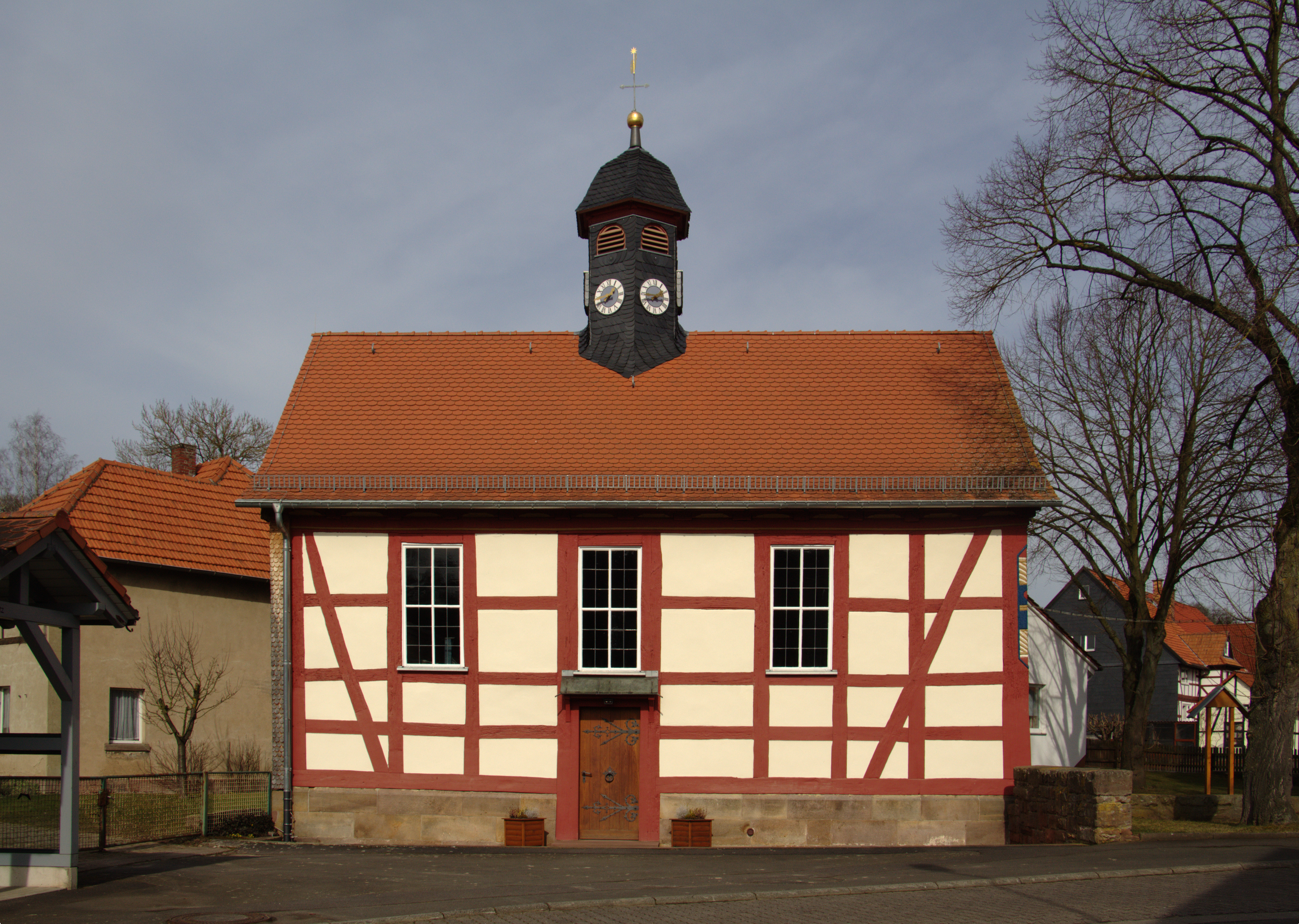
Evangelische Kirche in Nieder-Stoll

Die Evangelische Kirche ist ein denkmalgeschütztes Kirchengebäude im Stadtteil Nieder-Stoll von Schlitz im Vogelsbergkreis in Hessen. Die Kirche gehört zur Christusgemeinde Schlitzerland im Dekanat Vogelsberg der Propstei Oberhessen der Evangelischen Kirche in Hessen und Nassau.

## Beschreibung
Die Fachwerkkirche in Ständerbauweise wurde 1680 erbaut. Die Rückseite ist mit Schindeln verkleidet. Aus dem Satteldach des Kirchenschiffs erhebt sich ein sechseckiger, schiefergedeckter Dachreiter, der die Turmuhr beherbergt. Er ist mit einer glockenförmigen Haube bedeckt. Hinter seinen Klangarkaden befindet sich der Glockenstuhl. Der querorientierte Innenraum ist mit einer Flachdecke überspannt, die von zwei Stützen getragen wird. Die Orgel wurde um 1873 von Adam Eifert gebaut. Die Vorgängerorgel wurde nach Rimbach verkauft. Bis Heute steht sie dort in der Evangelischen Kirche.